# Ankazondandy
Ankazondandy est une ville et une commune de Madagascar appartenant au district de Manjakandriana, dans la région d'Analamanga.

## Population
La population de la commune était estimée à environ 16 000 habitants au recensement de 2001.

## Enseignement
L'enseignement primaire et secondaire de premier cycle est disponible en ville.

## Économie
Quelque 83 % de la population de la commune vit de l'agriculture. La culture la plus importante est le riz, suivie par le haricot et le manioc. L'industrie et les services fournissent des emplois à respectivement 2 et 15 % de la population.